# Evans (Mondkrater)

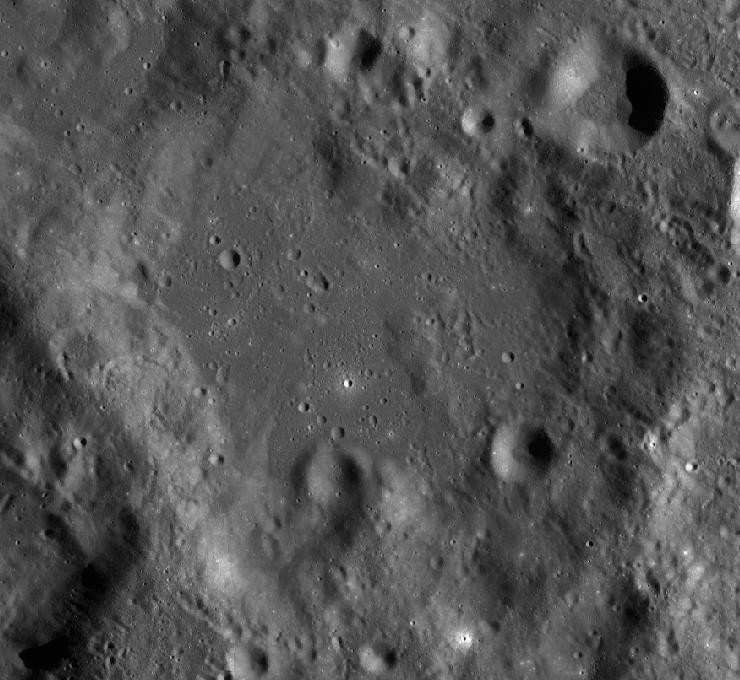
Evans (2016)

Evans ist der Überrest eines Kraters auf der Mondrückseite.
| Buchstabe | Position            | Durchmesser | Link |
| --------- | ------------------- | ----------- | ---- |
| Q         | 11,45° S, 136,39° W | 116 km      |      |